# Lijst van gemeenten in Iğdır
Onderstaande lijst bevat alle gemeenten (2000) in de Turkse provincie Iğdır.
| District    | Gemeente    |
| ----------- | ----------- |
| Aralık      | Aralık      |
| Iğdır       | Halfeli     |
| Iğdır       | Hoşhaber    |
| Iğdır       | Iğdır       |
| Iğdır       | Melekli     |
| Karakoyunlu | Karakoyunlu |
| Karakoyunlu | Taşburun    |
| Tuzluca     | Tuzluca     |